# Pentax *ist DS
Pentax *ist DS es un modelo de cámara digital SLR producido y comercializado por la empresa Pentax Corporation.

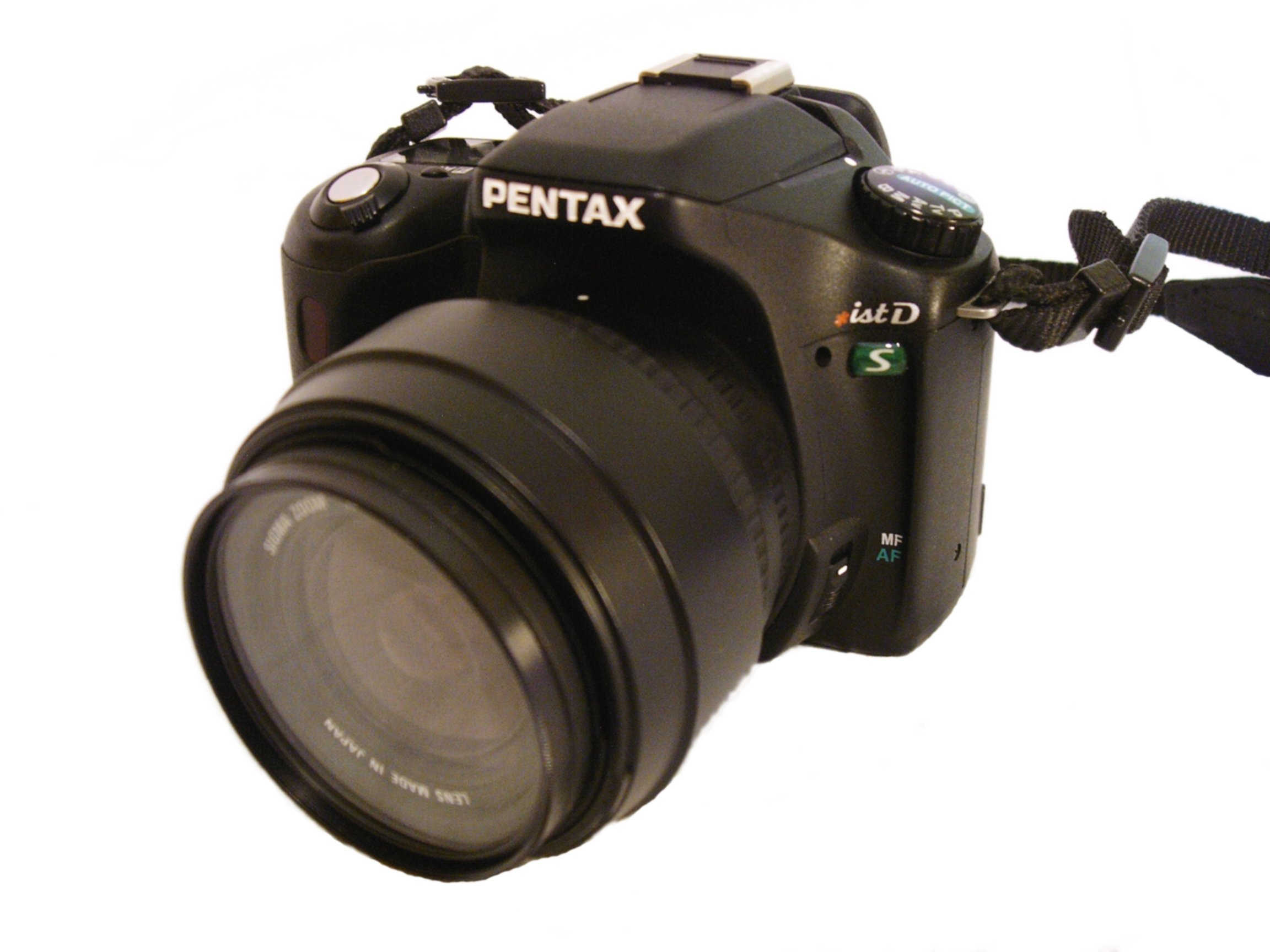
Vista frontal de la cámara.

Éste fue el segundo modelo de cámara réflex digital que comercializó la empresa, considerado por muchos como el intento verdadero de la empresa para entrar en la era digital de gama media-alta.
En septiembre de 2005 la DIWA (Digital Imaging Websites Association, o Asociación de Webs de Imagen Digital), una organización internacional colaborativa de páginas web anunció que Pentax había recibido su primer premio DIWA por una cámara digital SLR. El trofeo, de plata, fue concedido por los excelentes resultados alcanzados por la cámara Pentax *ist DS.
La cámara se caracteriza por una elevada calidad de imagen, gracias a sus 6.1 megapíxeles efectivos, y a su reducido peso y volumen. Como curiosidad, mencionar que esta cámara fue de las primeras SLR digitales en adoptar el uso de tarjetas Secure Digital en vez de Compact Flash, más habitual en este tipo de cámaras.

## Características principales

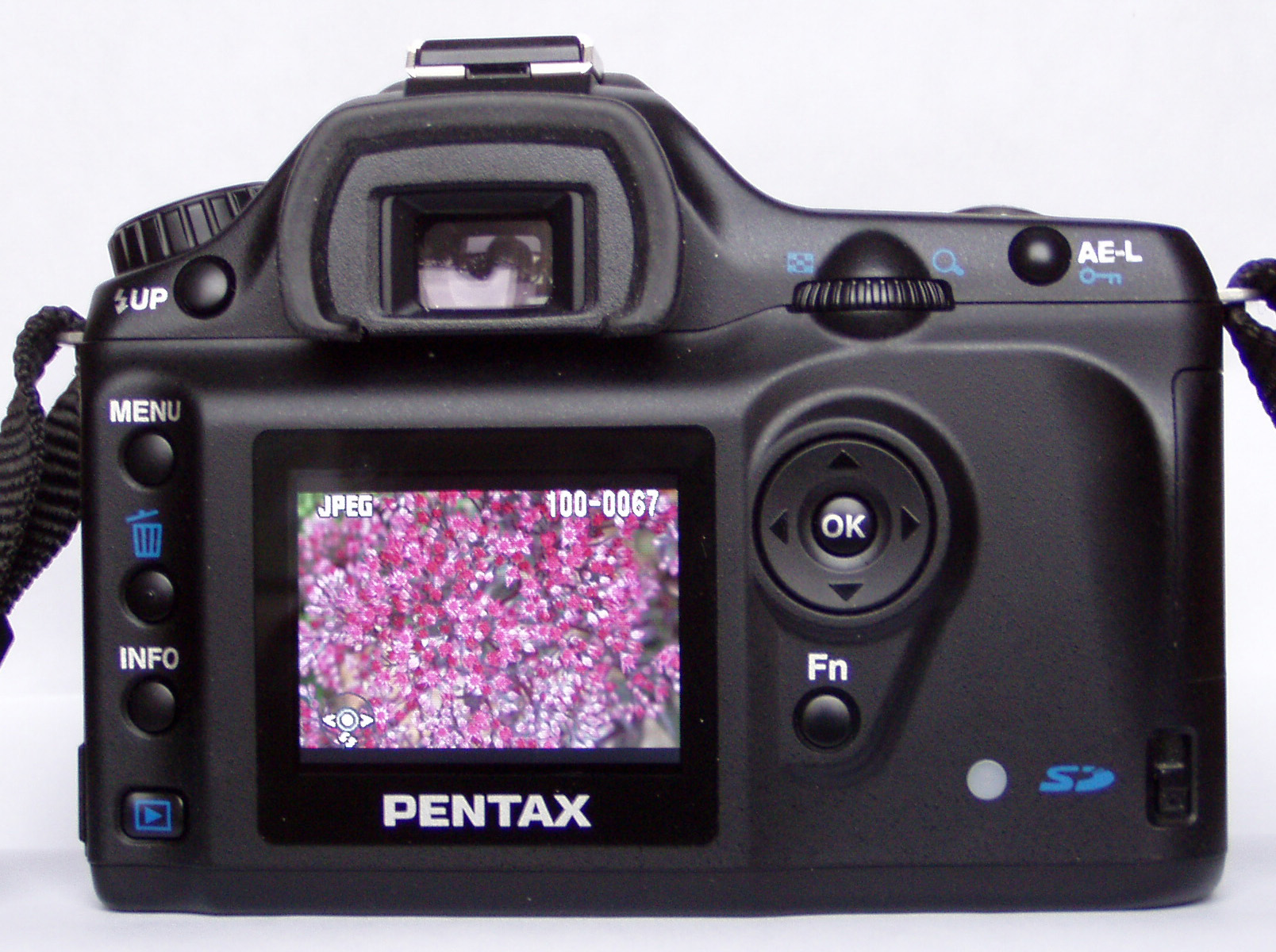
Vista trasera de la cámara.

- Resoluciones soportadas: (6M) 3008x2008, (4M) 2400x1600 y (1.5M) 1536x1024.
- Formatos de imagen soportados: JPEG y RAW (datos sin compresión).
- Visor : Pentax, tipo pentaprisma.
- Tipo de enfoque : manual, y automático, con 7 modos de imagen.
- Pantalla : TFT LCD de 2 pulgadas. 210.000 píxeles.
- Alimentación : 2 pilas CR-V3 de lítio, o 4 pilas AA (NiMh, alcalinas, o de litio).
- Almacenamiento : tarjetas de memoria flash Secure Digital.

Dispone además de la posibilidad de actualizar el firmware de la cámara para corregir errores o incorporar nuevas funcionalidades. La última versión publicada en 2006 es la 2.00.